# Wild Blue Yonder
"Wild Blue Yonder" é o segundo dos três especiais de 60 anos da série de ficção científica britânica Doctor Who, transmitido originalmente através da BBC One e Disney+ em 2 de dezembro de 2023. Foi escrito pelo roteirista e showrunner Russell T Davies e dirigido por Tom Kingsley. O episódio apresenta David Tennant como o Décimo quarto Doutor e Catherine Tate como sua acompanhante, Donna Noble, enquanto Bernard Cribbins aparece postumamente como Wilfred Mott. O episódio é dedicado à memória de Cribbins, após sua morte em julho de 2022.
Ambientado logo após os eventos de "The Star Beast", o episódio se concentra no Doutor e Donna sendo presos pela TARDIS em uma nave abandonada no limite do universo, onde eles encontram um par de duplicatas malignas bizarras e sádicas que mudam de forma. Foi assistido por 7,14 milhões de telespectadores e recebeu avaliações positivas da crítica.

## Enredo
A TARDIS defeituosa leva o Doutor e Donna através do tempo e do espaço, pousando brevemente em 1666, onde encontram Isaac Newton, acidentalmente fazendo com que a palavra "gravidade" fosse substituída por "mavidade". A TARDIS eventualmente pousa em uma nave abandonada, ejetando o Doutor e Donna e expelindo chamas ao som da canção "Wild Blue Yonder" antes de desligar. Para consertar a TARDIS, o Doutor deixa sua chave de fenda sônica no buraco da fechadura, apenas para ambas desaparecerem repentinamente após a dupla sair para investigar a nave. Donna entra em pânico porque eles parecem estar presos, mas o Doutor a tranquiliza, explicando que o reparo automático da TARDIS reativou o Sistema de Deslocamento de Ação Hostil, o que faz com que ela se desmaterialize em circunstâncias perigosas e retorne assim que o perigo passar.
O Doutor e Donna investigam a nave espacial, descobrindo que estão no limite do universo. Não há estrelas nem sinais de vida, e a única coisa móvel é um robô que o Doutor apelida de "Jimbo" que caminha lentamente pelo corredor dela. Uma voz ocasionalmente declara várias palavras sem sentido, fazendo com que o layout da nave seja reconfigurado. Eles se separam e começam a trabalhar na tentativa de colocar a nave em funcionamento, mas encontram estranhos doppelgängers um do outro que não têm o conceito de tamanho e forma e constantemente distorcem e se transformam em versões animalescas de si mesmos, autodenominadas de "Não-Coisas". O Doutor e Donna escapam por pouco das versões gigantes das Não-Coisas, deduzindo que seus doppelgängers também começariam a assumir suas memórias e formas de pensar.
Depois de serem separados pelas constantes reconfigurações da nave, o Doutor e Donna se encontram em diferentes partes dela sem saber se o outro é uma Não-Coisa. Donna engana o Não-Doutor e o força a se revelar, mas a Não-Donna engana o Doutor depois de afirmar que sabia sobre a Criança Atemporal e o Fluxo por meio da metacrise. Eventualmente, todos os quatro se encontram novamente, e os verdadeiros Doutor e Donna conseguem se identificar com sucesso. O Doutor usa superstição para enganar as Não-Coisas, traçando uma linha de sal e dizendo-lhes que devem ficar atrás dela. Eles revelam que vêm da escuridão além dos limites do universo, querendo escapar dela e causar o caos. Eles ultrapassam o sal e perseguem a dupla novamente. O Doutor percebe que os doppelgängers os estão assustando deliberadamente para entender melhor sua maneira de pensar, e que a capitã da nave também sabia disso e desencadeou uma série de eventos tão lentos que as Não-Coisas seriam incapazes de entendê-los.
O Não-Doutor, agora entendendo quase completamente o modo de pensar do verdadeiro Doutor, percebe que as frases anunciadas eram uma contagem regressiva (tratadas como palavras sem sentido, já que a TARDIS não estava por perto para traduzi-las) e que Jimbo estava caminhando lentamente em direção a um botão de autodestruição em uma tentativa final de matá-los. As Não-Coisas correm para interromper a contagem regressiva enquanto o Doutor a acelera. A TARDIS retorna, mais uma vez ao som de "Wild Blue Yonder" pouco antes da destruição acontecer, e o Doutor entra nela. Ele pega a Não-Donna, mas a expulsa depois de perceber que o pulso é muito grosso e resgata a verdadeira Donna no momento em que a nave explode, matando as duas Não-Coisas.
Mais tarde, o Doutor lamenta ter invocado uma superstição no limite do universo, sentindo que isso desencadeou alguma coisa. Ele pergunta a Donna se ela realmente se lembra de alguma coisa da metacrise, mas ela afirma que não. A dupla retorna ao Camden Market e é saudada por Wilfred Mott, que fica radiante ao ver os dois, mas alude a um perigo nos dias atuais. Um motim começa repentinamente ao redor deles, com um avião caindo nas proximidades.

## Produção
David Tennant e Catherine Tate retornaram à série como parte dos especiais de 60 anos da série. Tennant estrela como o Décimo quarto Doutor enquanto Tate reprisa seu papel como Donna Noble. O episódio marcou a aparição final de Bernard Cribbins como Wilfred Mott, que morreu em julho de 2022, logo após completar as filmagens do episódio; o episódio é dedicado à memória dele. Em entrevistas, tanto Tennant quanto o showrunner Russell T Davies disseram que havia sido escrito mais conteúdo para Wilfred, mas sua aparição no episódio foi tudo o que Cribbins conseguiu filmar, pois ele ficou doente demais para continuar e morreu logo depois. Além disso, Nathaniel Curtis aparece como Isaac Newton. Tom Kingsley dirigiu o episódio.
Os detalhes do enredo e do elenco em torno do episódio foram deliberadamente mantidos em segredo na preparação para o episódio, com Davies afirmando que essa escolha se deveu à premissa descomplicada do episódio, alegando que dos especiais era "o mais simples de todos." Esse sigilo levou a algumas especulações de fãs de que o episódio contaria com aparições de encarnações anteriores do Doutor, embora isso tenha acabado não sendo o caso.

## Transmissão e recepção
| Críticas profissionais: | Críticas profissionais: |
| Pontuações agregadas    | Pontuações agregadas    |
| Fonte                   | Avaliação               |
| ----------------------- | ----------------------- |
| Rotten Tomatoes         | 100%                    |
| Avaliações da crítica   |                         |
| Fonte                   | Avaliação               |
| Empire                  | [ 9 ]                   |
| The Guardian            | [ 10 ]                  |
| The Daily Telegraph     | [ 11 ]                  |
| i                       | [ 12 ]                  |

### Transmissão
"Wild Blue Yonder" foi transmitido no Reino Unido pela BBC One e internacionalmente no Disney+ em 2 de dezembro de 2023 como o segundo dos três especiais de 60 anos da série.

### Audiência
O episódio foi assistido por 4,83 milhões de telespectadores durante a noite de exibição, e obteve uma pontuação no Índice de Apreciação de 83. Foi o terceiro programa mais assistido da noite. A audiência consolidada foi de 7,14 milhões de telespectadores, classificando o episódio como o nono programa mais assistido da semana, superado apenas por I'm a Celebrity...Get Me Out of Here! e Strictly Come Dancing.

### Recepção crítica
O especial recebeu críticas positivas. No Rotten Tomatoes, um site agregador de críticas, 100% dos 13 críticos deram uma crítica positiva a "Wild Blue Yonder". O consenso do site diz: "'Wild Blue Yonder' é muito estranho com sua fórmula, e ainda assim chega como um clássico [episódio] de Doctor Who com sua atenção sincera dada aos personagens."
Martin Belam, do The Guardian, avaliou o especial com quatro de cinco estrelas, descrevendo a atuação como "impecável" e elogiando ainda mais os efeitos visuais.

## Home media
"Wild Blue Yonder", junto com os outros dois especiais, "The Star Beast" e "The Giggle", foram lançados em home media em 18 de dezembro de 2023..
Uma romantização do episódio, escrita por Mark Morris, foi lançada como um e-book em 7 de dezembro de 2023 e em brochura em 11 de janeiro de 2024 como parte da Target Collection e como um audiolivro lido por Bonnie Langford em 1º de fevereiro de 2024.